# Lars Erik Fremming
Lars Erik Fremming (Kongsvinger, 13 febbraio 1982) è un calciatore norvegese, centrocampista del Sander.

## Carriera

### Club

#### Kongsvinger
Fremming giocò nel Kongsvinger dal 2000 al 2008. Debuttò in squadra il 6 maggio 2000, sostituendo Dag Raabe nel successo per 2-1 sullo Strindheim, in un match valido per la 1. divisjon. Il 1º ottobre dello stesso anno, segnò la prima rete, contribuendo al successo per 2-0 sul Liv/Fossekallen.
Rimase in squadra anche dopo la retrocessione in 2. divisjon, avvenuta l'anno seguente, e contribuì alla promozione del 2003. Rimase altre cinque stagioni al club, totalizzando 193 apparizioni tra campionato e coppa, con 19 reti all'attivo.

#### Eidskog, Grue e Sander
Passò poi all'Eidskog, agli inizi del 2009, poiché gli infortuni gli impedivano di giocare ad un livello superiore. In seguito, fu in forza al Grue.